# 冥戰錄
《冥戰錄》是臺灣漫畫家韋宗成的台灣漫畫作品，未來數位發行。作者自2000年開始構思本作，在2010年開啟連載，作品人物以新北市三峽區為活動主要範圍，大量融入地方特色。

## 故事簡介
故事背景描述921大地震發生後，臺灣各地靈異現象劇增，警方因此成立一個以處理靈異事件為任務的專案「黑日專案」。主角陳柏戎是位擁有強超能力的高中生道士，也是專案隊員之一。在一次西門町除妖行動與妖怪大戰之後，遇見了和傳統著名神祇林默娘同名同姓的小女孩。
兩位都具有兩個靈魂的少年少女，展開了一場「現代媽祖冒險譚」。

## 登場角色

### 主角群
林默娘/媽祖
聲優：林沛笭（臺灣）
原名林默，中國宋代人物，致力於以法力救濟世人，因一場海難未能及時救回自己的兄長，抑鬱難消，歿後升為神格，受後世人們膜拜祭祀，即為「媽祖」。
從臺北市西門町媽祖廟（臺北天后宮）被召喚到現世，被黑日專案的眾人稱之為神格下凡，而被寄宿的肉體身分早已宣判死亡。但靈魂一直隱藏在默娘的體內，正漸漸與神格融合。
在大豹溪事件中，與河神吉斯塔交戰，吉斯塔認為冥妖肆虐與默娘有關，所以才對她下手，而默娘為了阻止河神與柏戎被冥妖趁虛而入，遂之舉劍自決，才使得冥妖消退，最後由燕明使用道術讓柏戎進入默娘體內找出元神，才得以復活。
千里眼下凡陽間時，不認為那個人就是默娘，一直對她抱存懷疑。而柏戎另一個人格蓮荷，認為默娘跟另一個元神的結合是某人的陰謀所為，對默娘說「小妹妹，『妳』到底是誰」這句話時，將身體主導權還給了柏戎。
千里眼事件之後，跟著紫雲押解白猴前往北檢，在途中紫雲的追問之下，意外開啟了被附身的主人「小芸」的生前記憶，造成神智混亂，而這時紫雲的車突然遭到柳星羽的人馬伏擊，經過紫雲高超駕車技術與靈動法器之賜，突破了包圍網，成功抵達北檢，之後意識恢復的默娘一下車便遇上了前來認親的白嘉玟，並因為嘉玟道出趙家真相之後，默娘決定讓小芸自我負責之後的事情，暫時隱退到幕後。

趙守芸
外號小芸，默娘被法陣召喚於現世，所寄宿肉身的原主，目前身分已知為「護衛三家」所守護的趙氏之女，被人們當作“公主”來守護著。之後遭遇一場莫名火災中，被白洪昇救回。
在國道追逐戰之際，因白洪昇之言喚起生前的回憶而讓默娘意識陷入混亂，在地檢署時透過嘉玟的口中，透露出小芸的父母其實是被護衛隊的叛徒暗殺的真相，並慫恿她即刻覺醒展開復仇，小芸遂而怒開第二階段復活法陣讓自己邪化，而在她體內的默娘元靈卻因為自身相似的經歷、竟漠視小芸這樣的行為，並把身體主導權還給她，讓嘉玟帶她離開紫雲身邊。
陳柏戎
聲優：江志倫（臺灣）
- 屬性：火(主要)

本作第一男主角，三峽高中的學生，是「黑日專案」的成員，為最高階道士中著鑲藍絳衣階級，穿絳衣插鉚冠，法力高強平時卻一副吊兒啷噹的樣子，讓身旁的夥伴對他很頭痛。
在一次除妖任務時，遇見了林默娘，對默娘釋出內心的善意，非常地照顧她，而默娘也開始親近柏戎。
左手封印著「蓮荷」的另外一個人格。
千里眼下凡之際，柏戎為保護默娘而跟小千展開衝突，由於默娘力量突然消耗甚巨，柏戎遂之停戰，試圖將自己左手的力量灌注在默娘體內，卻意外讓裏人格「蓮荷」再度甦醒，身體主控權被奪。不過在蓮荷與仙化的默娘鬥法之際，柏戎強行掙脫枷鎖，但沒想到蓮荷此時已毫無抵禦之意，只是告誡了柏戎幾件事後便還回了身體主權。
異動事件過後，與七叔、燕明等人帶著默娘、小順跟小千一同出席靈脈會議，並對此事件做出解釋，會議中柳星羽突然現身，並且展示純靈的力量，怒不可遏地柏戎跟柳爆發激烈打鬥，卻不幸落敗，完全無法戰勝他。
第九卷時以教導隊長的身分下了一趟台中，協助晏道源教官指導學員進階版的修道課程，並打算從中挑選學員加入北區專案隊。同時也為了計畫對付柳星羽，與燕明在中部基地提煉新劍。
在龍馬靈丹的合成下，柏戎終於煉成新劍，但一踏出基地發現外頭竟然一片混亂。在雁涵開印擋下「冥神將」張弘範一陣之後及時提劍趕到，與張弘範激鬥各有勝負，柏戎技高一籌擊破了張弘範。原以為已經打敗了他，但怎料張竟附身在學員體內強行復生，重創了柏戎，這一打擊讓受封印的蓮荷甦醒，也喚起蓮荷對冥神將的記憶，再次鏖戰，最終蓮荷配合龍馬劍進入元神展開攻擊，才算真正擊破了張弘範。
解決了訓練隊事件後回到了三峽，並得知默娘與小芸的事情，決定對柳星羽陣營展開行動。
蓮荷
封印在陳柏戎體內的另一個人格，因何緣故而產生未明，但經由七叔的符咒控制之下封印於陳柏戎的左手之內。
牧雁涵
聲優：連思宇（臺灣）
- 屬性：水

柏戎跟燕明的高中同班同學，也是班上的班長，功課成績優秀，擔任班長的表現相當嚴厲，時常管教一直上課不認真的陳柏戎，但又似乎對他認真的另一面有好感，害怕鬼怪的事情。
特徵為深藍色的長髮，頭上戴著一塊銀色髮箍，長相可愛，由於她有一對非常豐滿的巨乳，常被女同學死黨襲胸開玩笑。
在一次偶然騷動之後，被中區隊員顏書卿所相中，便擅自將雁涵納入新一期的加入黑日專案隊的訓練計畫，得知此事的雁涵感到相當意外，稀里糊涂的南下前往中部專案隊的基地，雖然常被學員們被稱作外行人，但是經由同期生明子晴的指教，很快就抓住訣竅，可見素質並不一般。
在以五行式盤的測試之下，雁涵心中默想子晴的教導之下產生了大量湧泉現象，測驗判定為水屬純脈。
在柏戎突擊專案訓練隊指導的當晚，柏戎親自跟雁涵表明，其實他在觀察到雁涵自己身上的靈動非常旺盛，但因為畢竟修道不足，親近像柏戎等這種人或是邪力更強的妖怪，恐怕會造成嚴重後果，故而疏遠於她。但因為雁涵正式加入黑日專案隊的訓練的事實，讓柏戎得以不再猶豫地決定教她法術。然而在進行「五行靈鬼」的試驗中，雁涵突然想起她的爸爸入魔邪化的恐怖回憶，使她心身恐懼，故而遲疑未能下手出招，與子晴、向華等人被命重新訓練。
五行靈鬼試驗完的當天晚上，身心俱疲的雁涵提出退隊要求，被晏教官極力挽留，卻突然遭到「冥神將」張弘範的大規模攻擊，在中部訓練場的防衛部隊幾乎全滅、學員們膽怯慌亂之際，雁涵終於提起勇氣開啟了道印，水屬純脈力量得以釋放，及時施展水護盾替眾人擋下了攻擊。
在訓練隊事件過後與明子晴、葉向華正式加入北區專案隊的一員。

### 黑日專案隊
主角陳柏戎等人所屬的特殊警察組織，於921地震之後所設立。隊員集結警察、道士、驅魔師等遍及全台的專案集團，主要任務為驅滅魑魅魍魎，維護與靈脈間的平衡。

#### 北部專案隊
陳燕明
- 屬性：木

七叔陳文聖之子、陳柏戎的堂弟，黑日專案的成員，為最高階道士中著鑲黃絳衣階級，掌管法器，戴眼鏡、長相斯文。
經靈脈會議與柳星羽一戰之後，進而了解柏戎的戰力嚴重不足與深思純靈的重要性，遂而展開調查純靈以及進一步對付柳的作戰計畫，並幫助柏戎提煉新劍。
凌紫雲
黑日專案北區專案隊組長。
金髮御姊、行事作風強硬，但對屬下很好。但也會因為柏戎太超過而數次對他動手。
與柳星羽以前是高中同學，所以對其的行蹤特別在意。
在駕駛「五行靈甲車」運送默娘跟白猴前往北檢時，被李冠強派人追殺，由於紫雲本身也有經過訓練，能驅動車上的五行法寶，成功擺脫在國道上前來追殺的惡徒們，然而得達北檢時紫雲等人又遭到白嘉玟的襲擊，欲持槍抵抗，但在白猴的阻止之下，知曉了她是白猴的孫女。
在北檢內審問嘉玟時與其產生了口角，同時透漏默娘體內的小芸的真實身分，可是小芸在嘉玟不斷慫恿下，小芸收回身體主導權並開始邪化，眼看情況將不可收拾、卻什麼也不能做，只能無奈答應嘉玟把小芸帶走。
陳文聖
燕明之父、柏戎的叔叔，黑日專案北區成員，外號「七叔」。
擅長道術陣法，曾經歷過「黑日事件」，而遇上了年紀還小的柳星羽，也曾教導他一段時間，但是仍跟柳漸行漸遠，之後西門町事件之後再度對壘。
在靈脈會議上，呼籲眾靈脈團結一心，欲建立一個全新的防禦網，結果柳星羽突然殺到，展示純靈的力量立刻獲得大部分的靈脈主神支持，七叔的提案慘遭低票落選，此後為了跟柳周旋，不惜與黑道建商（李冠強）合作，把建造靈脈傳輸管道的工程拿下，雖然此舉看似成功讓柳星羽敗退，但七叔心中仍有一絲不安跟違背自身良心之感。
小白
三峽分局員警，隸屬黑日北部專案隊，很仰慕凌紫雲，常稱呼她「學姊」。
小靜
三峽分局員警，隸屬黑日北部專案隊。

#### 中部專案隊
顏書卿
- 屬性：火

黑日專案中部隊員，歸屬武道派系，僅國中三年級的年齡，曾經在一場意外中被陳柏戎所救，所以對他有特殊情感。
名玄隊長
中部專案隊的代理隊長，但時常被旁人嫌他太機車。
在靈脈會議前曾質疑北區隊地效率問題而大肆批評，結果被陳柏戎跟陳燕明「蓋布袋」。
欣傜隊長
黑日專案中部隊其中一位隊長，目前尚未正式登場。
據柏戎的敘述，欣傜隊長是中部專案隊的中流砥柱，為訓練隊員編寫教案。

#### 南部專案隊
施雨純
為顏書卿的同期與知心好友，於外傳小說《冥戰錄外傳：翼動的鳳凰》登場。

#### 專案訓練隊
晏道源
為訓練黑日專案新生代人員的指導教官。
小時候就已經加入黑日專案的訓練，見證了某人能展現五行全顯神通的天賦異稟。因此在接管學員訓練時，對新生代中是水屬純脈的雁涵相當注意。
明子晴
- 屬性：金

是道士世家出身，明家大小姐，歸屬方仙道派，加入黑日專案計畫初級學員的訓練，跟牧雁涵是室友。
跟大部分訓練隊員一樣，對指導隊長（陳柏戎）相當仰慕，在指導過程中柏戎來提煉出一把繡春刀給她做紀念。
葉向華
- 屬性：火

黑日專案計畫初級學員之一，性格較為高傲，常常嘲笑牧雁涵。
是921大地震的受災戶，小時候因為地震房屋倒塌而受困，從此造成心理陰影，漸漸成為心魔，對家中父母感情不好，直到書卿在進行心魔破除時幫助向華脫離心魔而有所改善。
也是仰慕陳柏戎的隊員之一，柏戎在指導過程中變出一條心型項鍊送給她。
意外得知雁涵跟柏戎其實是熟識，因此對她的態度瞬間180度大轉變，從跟她帶點競爭關係的隊友；變成藉機認識柏戎的關係人、略帶有崇拜意味，但雁涵本人對向華這種顯而易見的舉動也略感煩躁。
霜教官
黑日專案訓練隊的教官群之一，與晏道源是搭檔。
陸教授
黑日專案訓練隊的研究人員兼任教官。

### 柳星羽陣營
柳星羽
為台灣公認的鑲白絳衣階級最高階道士，曾與七叔與紫雲等人熟識，後來因理念不合而分道揚鑣，與主角等人是敵對關係。
曾經開啟過第一次黑日末劫，後來密謀與護家三衛合作，實行林默娘神格下凡，但其真正的動機依然未明。
在靈脈會議中以開發「純靈」的計畫取得壓倒性的優勢，進一步計畫取得靈脈傳輸管道的開發權，雖然結果看似是被七叔奪得先制權，實則是被強仔反降一軍，反而管線的動線布置依然在柳的掌握之中。
文霜
柳星羽的秘書兼親信，法力也相當強。
若弧
柳星羽其中一個手下，目前尚未登場(疑似客家阿姐的助手白面)。
忠哥
柳星羽之手下，為執行炸毀陳家奪走默娘的特攻隊領頭，第一卷剛開始時只是以一個蒙面人的身分，後來於《天妃現世》上卷中有畫出其真實面目，在襲擊過程中欲用封神針刺向默娘時被白猴阻擾，現已被紫雲一行人逮捕。
李冠強
勝強建設的董事長，中台灣聲勢最大的建造廠商，化名強仔，與柳星羽為合作關係。
第八卷以正裝身分與七叔一同合作搶下靈脈傳輸管道的工程，實際上卻是另一個對七叔的算計。
張道士
白洪昇的同夥，試圖將媽祖的靈魂封印在默娘（小芸）的身體裡。
聽命於柳星羽，和牧華民一同布陣捉拿默娘，後疑似中槍而失蹤。
於第九卷時再度登場，但貌似已被心靈控制，法力比上次更強，進行追擊護送默娘座車的行動，並且與紫雲乘坐的「五行靈甲車」鬥法，最後使盡最後力氣動用「冥王令」，結果依然被專案隊的淨水彈擊破，最後因脫逃不及而被逮捕。

### 護衛三家
身分不明的神秘組織，分別為法衛、軍衛、商衛，是以守護趙家的女兒「小芸」為畢生任務。
白洪昇
綽號白猴，是「護衛三家」的成員，與其孫女白嘉玟的共同職責是服侍過家主趙氏之女，亦是當時尚未被默娘附身神格化的「小芸」。
在發生一連串靈動事件之後，被紫雲帶去北檢偵訊，不料在國道遭遇惡徒與張道士的襲擊，所幸因為默娘所施下的「蓮花法印」而得以解救。在北檢與孫女白嘉玟碰面。
- 第壹卷表現

受柳星羽之命令刺殺默娘，因此凌紫雲對他展開調查，後來在與白洪昇討論偷渡出國時，柏戎與紫雲展開攻堅而被逮捕，之後看見默娘之後精神狀態幾近崩潰，之後在紫雲等人押解北檢時遇到惡徒襲擊。
- 天妃現世表現

白猴在這裡的設定更改為代表護衛三家與柳星羽陣營合作，在之前將林默娘神格下凡至小芸體內，後來似乎被張道士反將一軍，大批警力進入，發生混戰，白猴趁亂將默娘送出。
得知默娘暫居陳家，跟隨忠哥前往欲將默娘救走，後來阻止忠哥使用封神針刺向默娘，被及時趕來的紫雲逮捕。
白嘉玟
白洪昇之孫女，「護衛三家」的成員，於第九卷登場，稱默娘（小芸）為「公主」，是與小芸從小到大的摯友與侍從。

#### 商衛
陸志強
陸元朔

### 中國宋代人物
張弘範
生前為元國鎮國大將軍，引入冥力殘害百姓，死後脫塵入仙進入冥界受冥王母封神成為冥神將。
於第十一卷中至中部訓練區幫助柳星羽取走太乙五行式盤，過程中與陳柏戎對戰後戰敗，並被暫時斬斷其與三界的連結。
蓮荷
原為中國宋代道士，法力高強、修得「半仙」道行，曾封印冥界之門。
目前尚未明確是何種關係封印在陳柏戎體內，並且也糾纏著柏戎的靈魂，直到與他共同完成某種使命。
第五卷時在柏戎與千里眼對決時突然釋放，與柏戎人格互換，貌似是試探默娘的力量而打開冥界之門，後來被仙化的默娘阻止。此時蓮荷已見識仙化默娘之實力與發現到她體內另一個人格的秘密，心裡的疑惑已然得到解答，便告誡柏戎這一連串事件皆是有心人所為，若不在默娘元神合一之前展開行動，後果便非他之所及，便交還了身體主權。
柏戎因七星劍毀損的緣故，決定鍛鍊新劍，運用了靈獸「龍馬」的內丹，並向蓮荷闡述自己的道之理念，解開心防，柏戎不再對蓮荷合如此敵意。然而此時「冥神將」張弘範突然殺到中部訓練區，新劍鍛造成功後的柏戎也及時趕到，在激戰之中蓮荷察覺到張弘範的存在而再度覺醒。

### 親屬關係者

##### 陳家
黃麗美
黑日專案北區部隊隊員陳文聖之妻，陳燕明之母，喜歡打電動（體感遊戲居多）。

##### 牧家
牧醫生
牧雁涵兄妹一家的父親，從事偏鄉醫療行業。
因不明患者"傳染病"未能及時轉送，產生疑似入魔現象，而當時牧雁涵極有可能在場目睹一切，最後牧醫生不幸罹難。
牧華民
牧雁涵的哥哥，牧家長兄，在家中與祖父長生伯關係相當不合，但他試圖為家裡付出的一切都看在雁涵眼裡，跟柳星羽有來往。
於第十卷中透露他被柳星羽選中，成為「冥神計畫」中施行強化實驗的一員，在與兆霖等人辦了道別席之後，拿著先前幫助柳星羽的所有工錢留給牧家之後而離去。
牧華成
牧雁涵的弟弟，牧家三男，國小生。
牧雁萱
牧雁涵的妹妹，牧家么女，國小生。
長生伯
牧雁涵的祖父，在外人稱長生伯，目前本名不詳，做資源回收維生，並撫養牧家四兄妹長大，樂意行善卻讓家境脫離不了貧困等種種因素，讓長兄華民相當不滿，常常一見面就是破口大吵，在大豹溪清理垃圾時目睹大豹溪水鬼暴動事件。

##### 顏家
顏書妙
顏書曄

##### 明家
明道長
方仙道派系掌門，明子晴之父。
於《天妃現世》劇情中登場，與柳星羽有密切合作關係，參與「冥神計畫」的重點法器「太陰冥氣爐」的製造，妄圖將自家門派「方仙道」成為台灣道術至尊。
程雙雲、程雙雪
- 雙雲，屬性：木
- 雙雪，屬性：土

明家的護衛，年紀差不多在國小生左右，是個雙胞胎，與明子晴一同前往中部參加黑日專案隊訓練。

##### 柳家
柳元麟
立法院長，柳星羽之親屬，在第十卷時受新聞媒體採訪時宣稱與政界關係一如既往地和善。

### 靈脈勢力
分治在臺灣各地的靈脈主神，大多為中國傳統神祇與當地知名靈異事件人物所衍生出來的角色。
吉思塔·加西亞索爾
三峽大豹溪河神 ，生前是平埔族跟西班牙人的混血兒。
大豹溪事件後失去了靈脈地位，目前成為凌紫雲的「約聘人員」跟在她身邊。
第九卷被分派與千里眼、順風耳一同去尋找法器。
三峽土地公
福德靈脈主神，三峽分會會長，是台灣最大的靈脈分支。
虎爺
三峽土地公的助手，小時候被土地公的老婆收養。
客家阿姐
客家靈脈主神，是台灣第二大靈脈分支。
白面
客家阿姐的助手，疑似柳星羽的手下若弧。
小紅
山中的精魅，所屬南部山區的魔神仔，身著紅衣小女孩，很喜歡燕明。
林投姐
無所屬任何靈脈，自縊於林投樹上的厲鬼，與小紅很要好，非常厭惡男性。
虎姑婆
中央山脈的虎精，全台灣虎系妖怪的長老，虎爺都稱呼為「姑婆」。

### 冥界
張弘範

### 神明
順風耳
默娘的護衛，初登場時以獸形跟人形狀態登場，後來變成元嬰形態一直守護著默娘。
千里眼
默娘的護衛，因不明原因被召喚下凡，不認眼前的林默娘，因為他沒有感覺到神格，一直跟陳柏戎等人展開衝突，後來也變成元嬰形態一起跟順風耳守護著默娘。

### 其他角色
韋宗成
其實是本書作者，在這部漫畫被設定成陳家的鄰居。本質上是個會看氣氛的變態（第玖卷可看出）
陳衍達
陳柏戎的鄰居，年輕時曾被稱作「峽中雙煞」而聞名，目前以推銷牛奶為業，陽氣極高。
兆旗
陳柏戎的同學，是個常鬧事的典型「八嘎囧」。
兆霖
兆旗的哥哥，曾與牧華民等人襲擊默娘。

## 名詞用語
- 黑日
  - 在一次「事件」中，開啟了冥界大門，妖魔邪力席捲全台灣，造成混亂，在此事件之後，正式成立了「黑日專案」。

- 丹道派
  - 臺灣其中一個道教派系之一，是較為常見的道士類型，以使用煉丹、術法，運用法器等為主。

- 武道派
  - 臺灣其中一個道教派系之一，顏書卿與欣傜隊長等中部專案隊所屬的道派，主要以強力的體術為主。

- 方仙道
  - 明家所屬的道派。

## 出版書籍
本篇
| 集數 | 副標題 | 發售日期       | EAN / ISBN                                                      |
| ---- | ------ | -------------- | --------------------------------------------------------------- |
| 壹   | 林默娘 | 2010年7月25日  | EAN 471-256-860-110-5                                           |
| 貳   | 三角湧 | 2011年5月7日   | ISBN 978-130-034-160-4                                          |
| 參   | 靈脈變 | 2011年10月10日 | ISBN 978-256-860-060-1                                          |
| 肆   | 轉學生 | 2012年7月28日  | EAN 471-256-860-078-8                                           |
| 伍   | 千里眼 | 2013年1月30日  | EAN 471-256-860-088-7                                           |
| 陸   | 天妃現 | 2013年10月26日 | EAN 471-256-860-104-4                                           |
| 柒   | 靈脈決 | 2014年7月26日  | EAN 471-256-860-111-2                                           |
| 捌   | 修道士 | 2015年8月6日   | EAN 471-256-860-129-7                                           |
| 玖   | 追逐戰 | 2016年5月27日  | EAN 471-256-860-163-1                                           |
| 拾   | 月朔日 | 2018年10月30日 | EAN 471-256-860-243-0                                           |
| 拾壹 | 證天道 | 2019年7月27日  | EAN 471-256-860-266-9（特典版） EAN 471-256-860-264-5（一般版） |
| 拾貳 | 因果結 | 2020年10月3日  | EAN （特典版） EAN 471-256-860-361-1（一般版）                  |
| 拾參 | 千年緣 | 2022年7月16日  | EAN 471-256-860-485-4（一般版）                                 |
| 拾肆 |        | 202X年月日     |                                                                 |

冥戰錄 ～天妃現世～ （重製版）
| 集數 | 未來數位       | 未來數位              |
| 集數 | 發售日期       | EAN                   |
| ---- | -------------- | --------------------- |
| 上卷 | 2017年12月22日 | EAN 471-256-860-213-3 |
| 下卷 | 2018年2月10日  | EAN 471-256-860-218-8 |

### 小說
- 原作：韋宗成／著：月亮熊《冥戰錄外傳：翼動的鳳凰》〈原創酷小說〉&未來數位

| 集數 | 東立出版社    | 東立出版社                                             |
| 集數 | 發售日期      | EAN / ISBN                                             |
| ---- | ------------- | ------------------------------------------------------ |
| 全   | 2018年8月16日 | EAN 471-094-555-725-0（限定版） ISBN 978-957-261-559-1 |

## 跨界合作
- 2013年10月，首度與手機遊戲「百萬亞瑟王」合作，推出限定角色：林默娘、陳柏戎、牧雁涵、吉斯塔、林投姐。[13]

- 2014年1月，《冥戰錄》在日本電子漫畫書店「電子貸本Renta！」發行日文數位版，這也是以台灣為主體創作的台灣漫畫第一次登上日本數位漫畫書店。[14]

- 2015年8月，《冥戰錄》與日本原型師宮川武（日语：宮川武）合作推出女主角林默娘的模型，在第16屆漫畫博覽會首次登場。[15]

- 2015年10月，在第2屆模型創作祭（Reality Fantasy 2）中，由開拓動漫與未來數位聯合舉辦、以《冥戰錄》林默娘為立體創作雛形的天妃大賽，為開拓動漫祭系列活動首次以台灣漫畫角色為主募集的模型比賽，最終有30項入圍作品[16]，於10月25日活動當天頒獎[17]。

- 2016年6月與Gameone與奕虎科技製作之手機遊戲「大神無雙」合作，推出限定角色「林默娘」。[18]

- 2016年10月與希娜科技製作之「境界之詩」合作，推出「林默娘」之角色劇情。[19]

- 2017年4月28日，2017台北動漫嘉年華開幕典禮，作者韋宗成贈送《冥戰錄》林默娘的原畫給臺北市政府觀光傳播局。[20]

- 2017年7月與手機遊戲「封神召喚師」合作，推出限定角色「林默娘」。[21]

- 2017年中旬，本作宣布真人影視化，並由貴金影業負責製作。

- 2017年末推出「重製版」12月22日發售上卷，2018年2月發售下卷，內容為舊版一至三卷，並與Digital Catapult簽約製作全套日文版。

- 2018年2月13日，與So-net旗下手機遊戲「白貓Project」、「問答RPG 魔法使與黑貓維茲」繁中版推出限定合作活動，林默娘、陳柏戎與牧雁涵等主要角色皆以卡牌形式登場。[22]

- 2018年5月26日，與後壁農會合作推出以林默娘為包裝的天妃平安米[23]

- 2018年6月20日，與ForwardWorks製作，So-net代理的手機遊戲「轉吧！小海女！～在天空與海洋之間～」之繁中版推出限定合作活動，推出林默娘、陳柏戎與牧雁涵三名限定角色。[24]

- 2018年7月9日，由NPY STUDIO製作的網路國語布袋戲「江湖救援團」第四集片尾釋出第三單元劇情將與漫畫冥戰錄合作，女主角林默娘參演決定，預計下次製作與募款等時間未定。

- 2019年5月18日，與麵屋壹慶合作，在花博爭艷館的動漫美食祭推出默娘拉麵。

- 2019年12月27日，由閃翼工作室製作，小萌科技代理的手機遊戲「重裝戰姬」之繁中版限定合作活動，推出限定角色林默娘。[25]

### 西門町動漫大使
- 2012年4月12日，未來數位宣布與西門徒步區街區發展促進會合作，將《冥戰錄》林默娘打造成西門町看板娘。[26]
- 2013年7月，林默娘正式上任西門町看板娘，並和台北天后宮合作推出林默娘護身符。[27]
- 2014年7月5日，西門徒步區街區發展促進會與臺北市政府文化局主辦、臺北市文獻委員會協辦、在台北市西本願寺舉辦《艦隊Collection》專屬同人誌即賣會「西門鎮守府」，而活動看板娘「天妃艦」便是以林默娘為主的衍生作品。[28]

- 2017年2月臺北燈節，本月11日元宵節「西城嘉年華大遊行」的花車隊伍中，有以《冥戰錄》林默娘為原型的林默娘花車。巨大化模型2月2日公開後，實際成品卻與原作差距甚遠，藍眼睛、腮紅和小嘴都和原版的可愛模樣有落差，讓網友相當錯愕，被批為「邪神」[29][30]。韋宗成認為《冥戰錄》在台灣漫畫界深受歡迎、動漫角色熱門投票更是居冠，因此盡力重新繪製，藉此回應讀者期待，登上吊車歷經7小時高空作業奮戰，終於趕在開幕前一天晚上9時許修改完畢[31]，網友讚為「神救援」。就有網友看了PTT文章後就製作影片全能邪神改造王 （页面存档备份，存于），而吐槽系YouTuber走路痛也製作影片《超級全能二次元改造王》。[32][33]而林默娘亦成為2017年台北燈節焦點之一。[34]

- 2017年8月18日，黃光國教授在《教改論壇》認為台北燈節的媽祖設計是日本A片女主角，[35]韋宗成則於個人臉書以「感謝宣傳」作為回應。[36]

- 2018年8月4日，西門町商圈與乖乖合作，推出「林默娘乖乖」，限定於西門町商圈7-11販售[37]

## 跨媒體改編

### 陰間條例x冥戰錄
2019年9月27日，開拓動漫事業有限公司策劃，將兩部作品《陰間條例》與《冥戰錄》改編融合，由貪食德工作室演出的動漫舞台劇，於9/27日在水源劇場首演。為台灣動漫初次與舞台劇作結合。
- 製作單位｜開拓動漫事業有限公司
- 演出單位｜貪食德工作室
- 作品授權｜陰間條例(Salah.D)、冥戰錄(韋宗成)
- 計畫監督｜蘇微希
- 計畫發起｜羅禾淋
- 編　　劇｜王健任
- 導　　演｜蘇洋徵
- 演　　員｜石家宇、柯辰穎、何冠儀、詹馥瑄、蔡邵桓、鮑奕安、蕭東意
- 原著客串｜Salah.D、韋宗成

### 明華園戲劇總團《冥戰錄》
2019年10月29日，明華園總團宣布，將《冥戰錄》改編成歌仔戲，預定2020年5月1至3日於臺灣戲曲中心首演。並於2020年2月13日公佈劇照與演員，由孫翠鳳、陳昭婷、吳米娜、陳昭賢，以及原作韋宗成客串演出。但由於COVID-19疫情的不確定性，因此3月起下旬宣布無限期暫停演出，直到10月12日才宣布2021年1月2、3日正式開演，劇情內容改編自漫畫重編版天妃現世。2021年3月20、21日於台中國家歌劇院大劇院加演。
- 製作單位｜明華園戲劇總團
- 導演｜許栢昂
- 製作人｜陳昭賢
- 藝術總監｜陳勝福
- 原著改編｜黃鼎云
- 編    劇：許栢昂、陳以文

主演
- 凌紫雲｜孫翠鳳 飾
- 林默娘（趙小芸）｜陳昭婷 飾
- 陳柏戎｜吳米娜 飾
- 柳星羽｜陳昭賢 飾
- 河神（吉思塔）｜王承嫣 飾（台北首演）/ 吳侑函 飾（台中加演）
- 陳文聖（七叔）｜韋宗成  飾
- 順風耳｜陳子豪 飾（台北首演）/ 楊政憲 飾 （台中加演）
- 小白｜王婕菱 飾
- 陳燕明｜姜琬宜 飾
- Siri｜陳彥名 飾

- 演出｜陳品榛、吳建淵、卓以哲、林朝緒、林少竣、邱明彰、王彣、王彤、何秉叡、陳昶甫、何思佑、林御書、連忠宏、張易竣、洪亘、華岡藝術學校 舞蹈科

幕後製作群
- 舞台設計｜吳明軒
- 燈光設計｜陳為安
- 影像設計｜王奕盛
- 現代音樂設計｜李哲藝
- 傳統音樂編腔｜廖梨月、何廷豪
- 舞蹈設計｜王靉天
- 服裝設計｜北京寶榮寶衣、楊宏豪
- 舞台監督｜官家如
- 燈光工程｜有夠亮有限公司
- 音響工程｜唐宋音響
- 執行製作｜林珈安
- 製作助理｜陳曦
- 藝術行政｜黎彥萱
- 文字編輯｜李金峰
- 視覺設計｜韋宗成、葉若倩
- 平面攝影｜蘇楷媜、徐欽敏

## 獎項紀錄
- 2010年第七屆金龍獎最佳少年漫畫類入圍。[41]
- 2011年美猴獎漫畫類入圍。[42]
- 2011年國家教育研究院優良漫畫獎甲類第二名。[43]
- 2012年第三屆金漫獎最佳少年漫畫類獎佳作（第二、三集）。[44]
- 2014年第五屆金漫獎最佳原型設計：林默娘。[45]
- 2015年第六屆金漫獎少年漫畫獎入圍（第七集）。[46]
- 2016年第七屆金漫獎少年漫畫獎入圍（第八集）。[47]
- 2018年第九屆金漫獎少年漫畫獎獲獎（天妃現世上卷）。
- 2019年第十屆金漫獎跨域應用獎入圍。
- 2024年漫畫博覽會 第三屆原創IP風雲榜 漫畫組第二名。

## 外部連結
- 冥戰錄的Facebook專頁
- 《冥戰錄》官方宣傳網頁 （页面存档备份，存于）
- 《冥戰錄》CCC連載網址
- 冥戰錄-myrenta亂搭！租書網 （页面存档备份，存于）
- 林默娘《冥戰錄》貼圖-LINE貼圖 （页面存档备份，存于）
- 《冥戰錄》真人影視計畫 （页面存档备份，存于）